# مجزرة عيلبون
مجزرة عيلبون، هي مجزرة ارتكبتها قوات لواء جولاني في الجيش الإسرائيلي أثناء عملية حيرام يوم 30 أكتوبر 1948 حيث قتلت 14 رجلاً من قرية عيلبون الفلسطينية في الجليل ذات الأغلبية المسيحية، وتم اعدام 12 منهم رمياً بالرصاص ثم تلا المجزرة ترحيل جماعي لأهالي القرية إلى لبنان قبل أن يسمح لهم بالعودة اليها بعد عدة أشهر. وهي من بين القرى الفلسطينية القليلة التي سمح لسكانها بالعودة.

## احداث المجزرة
احتل لواء جولاني قرية عيلبون في 30 أكتوبر 1948، بعد هزيمة فرقة من جيش الإنقاذ وانسحابها شمالًا، حيث اجتمع أهالي القرية في الكنائس وأعلن رجال الدين رسميا عن استسلامها، الا ان الجنود قاموا بإخراجهم من الكنائس  وحشرهم في ساحة القرية، من خلال ارهابهم بإطلاق النار والذي قتل رجل واحد جراءه، وحينها اختار قائد الفرقة 12 شابًا اخر وقاموا باعدامهم بالرصاص وطرد البقية عنوة بهدف تهجيرهم إلى لبنان، وخلال ترحيلهم قتل رجل اخر.
 وفي 2 نوفمبر ارتكب الجنود الإسرائيليون مجزرة أخرى على أرض عيلبون في سهل البطوف حيث اقتاد الجنود 15 شابا من عشيرة المواسي التي كانت تعيش في المنطقة وقاموا بإعدامهم. نجا رجل أحد من المجزرة يدعى  سعد محمد الذيب وكشف امر المجزرة، وقد قامت إسرائيل بترحيل الغالبية العظمى من عشيرة المواسي إلى سوريا، وهي عشيرة وصل عدد أفرادها في منطقة الجليل وطبريا وصفد حوالي 2000 نسمة أنذاك، وبقي جزء منهم في قرية عيلبون.
يذكر المؤرخ الإسرائيلي بيني موريس في كتابه نشأة مشكلة اللاجئين الفلسطينيين، أن الجنود عثروا على رأسي جنديين إسرائيليين، كانا قد قتلا من قبل جيش الإنقاذ، كخلفية للمجزرة.
أوصل راعي الكنيسة في القرية، مرقس معلم أنباء المجزرة إلى الحكومات الاوربية والأمم المتحدة والفاتيكان، التي ضغطت على إسرائيل وأجبرتها على إعادة أهالي عيلبون إلى قريتهم بعد حوالي أسبوعين من الاحتلال والطرد والمجزرة، وبعد ان وصل أهالي القرية لاجئين إلى لبنان في مخيم المية مية، عادوا تدريجيًا إلى قريتهم وقد لوحق واعتقل العديد منهم خلال مسيرة العودة التي استمرت لعدة أشهر.

## أسماء الضحايا
1. بديع جريس زريق
2. رجا مخايل خليل نخلة
3. جريس شبلي حايك
4. زكي موسى نخلة اسكافي
5. حنا إبراهيم خوري أشقر
6. عازر سالم مسلم
7. سمعان جريس شوفاني
8. عبد الله سمعان شوفاني
9. فضل فضلو عيلبوني
10. فؤاد نوفل زريق
11. ميلاد فياض سليمان
12. ميخائيل متري شامي
13. نعيم غنطوس زريق
14. محمد خالد اسعد

## ببليوغرافيا
- Palumbo, Michael. The Palestinian Catastrophe: The 1948 Expulsion Of A People From Their Homeland, London: Quartet, 1989.
- إيلان بابي. The Ethnic Cleansing of Palestine: 1948 to the Present, Oxford: Oneworld Publications, 2007.

## وصلات خارجية
- عيلبون – فلسطين في الذاكرة
- أبناء عيلبون